# Ore wa Subete o "Parry" Suru: Gyaku Kanchigai no Sekai Saikyō wa Bōken-sha ni Naritai
Ore wa Subete o "Parry" Suru: Gyaku Kanchigai no Sekai Saikyō wa Bōken-sha ni Naritai (俺は全てを【パリイ】する ～逆勘違いの世界最強は冒険者になりたい～?), también conocida como I Parry Everything: What Do You Mean I'm the Strongest? I'm Not Even an Adventurer Yet! o simplemente I Parry Everything en inglés, es una serie de novelas ligeras japonesas escritas por Nabeshiki con ilustraciones de Kawaguchi. La serie comenzó a serializarse como una novela web publicada en el sitio web de publicación de novelas generadas por usuarios Shōsetsuka ni Narō en octubre de 2019.
Posteriormente fue adquirida por Earth Star Entertainment, quien comenzó a publicarla bajo su sello Earth Star Novel en septiembre de 2020. Una adaptación de manga ilustrada de KRSG comenzó su serialización en la revista en línea Comic Earth Star de Earth Star Entertainment en septiembre de 2020. Una adaptación de la serie de televisión de anime producida por OLM se emitió de julio a septiembre de 2024. Se ha anunciado una segunda temporada.

## Sinopsis
El Reino de Clays se enfrenta a un conflicto que dará forma al continente durante siglos... ¡pero Noor no tiene ni idea de nada de eso! Acaba de llegar a la capital real después de más de una década de riguroso y aislado entrenamiento en su hogar en la montaña, y está decidido a cumplir su sueño de la infancia de convertirse en un aventurero, aunque las únicas habilidades que posee son inútiles. Claro, puede parar miles de espadas en el lapso de un solo aliento, ¡pero todos saben que necesitas más que eso si quieres ser un aventurero! El camino de nuestro héroe para hacer realidad su sueño será largo y arduo... ¡pero si hay algo de lo que Noor no tiene miedo, es del buen y viejo trabajo duro!

## Personajes
Noor (ノール Nōru?)
 Seiyū: Daiki Hamano
Lynne (リーン Rīn?)
 Seiyū: Ryōko Maekawa
Ines (イネス Inesu?)
 Seiyū: Nanako Mori
Rey Clays (クレイス王 Kureisu Ō?)
 Seiyū: Jin Yamanoi
Rein (レイン?)
 Seiyū: Junta Terashima
Sig (シグ Shigu?)
 Seiyū: Shin-ichiro Miki
Dundarg (ダンダルグ Dandarugu?)
 Seiyū: Kenta Miyake
Mianne (ミアンヌ Mian'nu?)
 Seiyū: Megumi Toyoguchi
Caroux (カルー Karū?)
 Seiyū: Toshihiko Seki
Oaken (オーケン Ōken?)
 Seiyū: Hidenari Ugaki
Sein (セイン?)
 Seiyū: Wataru Hatano
Rolo (ロロ Roro?)
 Seiyū: Ayumu Murase
Gilbert (ギルバート Girubāto?)
 Seiyū: Shunsuke Takeuchi

## Contenido de la obra

### Novela ligera
La novela fue escrito por Nabeshiki, Ore wa Subete o "Parry" Suru: Gyaku Kanchigai no Sekai Saikyō wa Bōken-sha ni Naritai comenzó la serialización en el sitio web de publicación de novelas generadas por usuarios Shōsetsuka ni Narō el 17 de octubre de 2019. Posteriormente fue adquirido por Earth Star Entertainment, quien comenzó a publicarlo con ilustraciones de Kawaguchi bajo su sello de novela ligera Earth Star Novel el 15 de septiembre de 2020. Los volúmenes se publicaron a partir del 15 de noviembre de 2023.
Durante su panel Anime NYC 2022, J-Novel Club anunció que obtuvieron la licencia de las novelas ligeras.

### Manga
Una adaptación de manga ilustrada por KRSG comenzó a publicarse en la revista de manga en línea Comic Earth Star de Earth Star Entertainment el 30 de septiembre de 2020. Sus capítulos se han compilado en tres volúmenes de tankōbon a partir de noviembre de 2023.
El 27 de enero de 2023, J-Novel Club anunció que también obtuvo la licencia de la adaptación al manga.

#### Lista de volúmenes
| Volúmenes de manga publicados | Volúmenes de manga publicados | Volúmenes de manga publicados |
| Número                        | Fecha de lanzamiento          | ISBN                          |
| ----------------------------- | ----------------------------- | ----------------------------- |
| 1                             | 12 de marzo de 2021           | ISBN 978-4-8030-1494-5        |
| 2                             | 12 de noviembre de 2021       | ISBN 978-4-8030-1574-4        |
| 3                             | 10 de noviembre de 2023       | ISBN 978-4-8030-1861-5        |

### Anime
El 2 de noviembre de 2023 se anunció una adaptación de la serie de televisión de anime. La serie está producida por OLM y dirigida por Dai Fukuyama, con Shigeru Murakoshi a cargo de los guiones de la serie, Chikako Noma diseñando los personajes y Tatsuhiko Saiki componiendo la música. La serie se emitió del 5 de julio al 20 de septiembre de 2024 en Tokyo MX y otras cadenas. El tema de apertura, "Ambition", como el tema de cierre, "No Gifted", son interpretados por miembros del grupo musical Utahime Dream. Sentai Filmworks obtuvo la licencia de la serie en América del Norte, Australia y las islas británicas para su transmisión en HIDIVE. Muse Communication obtuvo la licencia de la serie en Asia-Pacífico.
Se anunció una segunda temporada durante el evento "Earth Star Novel 10th Anniversary Summer Festival" el 19 de julio de 2025.